# Dentelle
Pour les articles homonymes, voir dentelles.

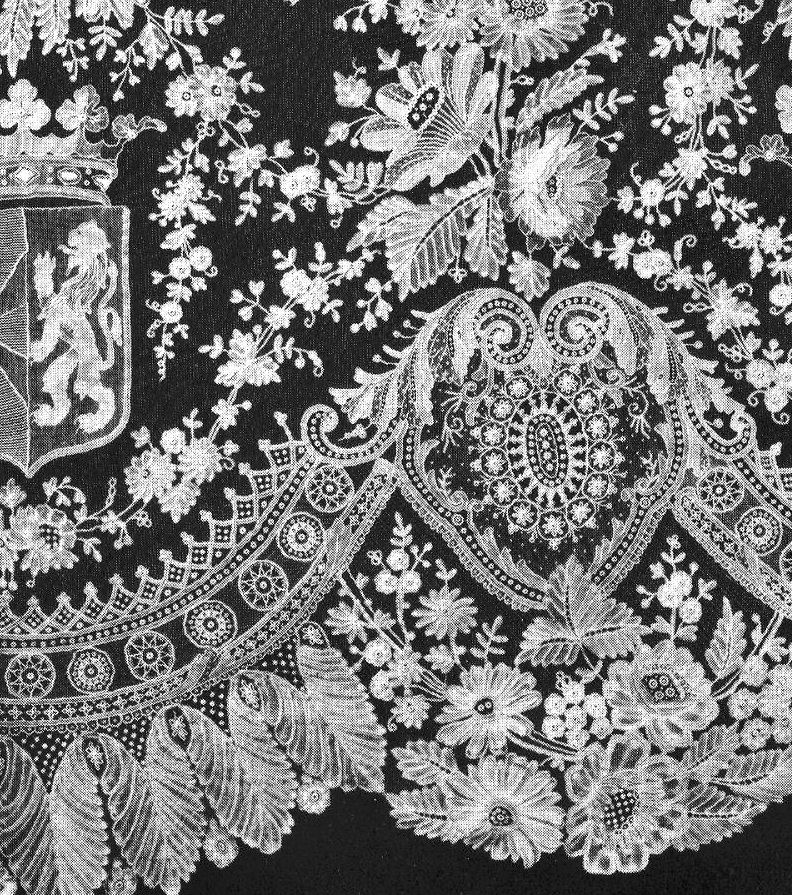
Voile de la reine des Belges Marie-Henriette, vers 1878. Collection royale

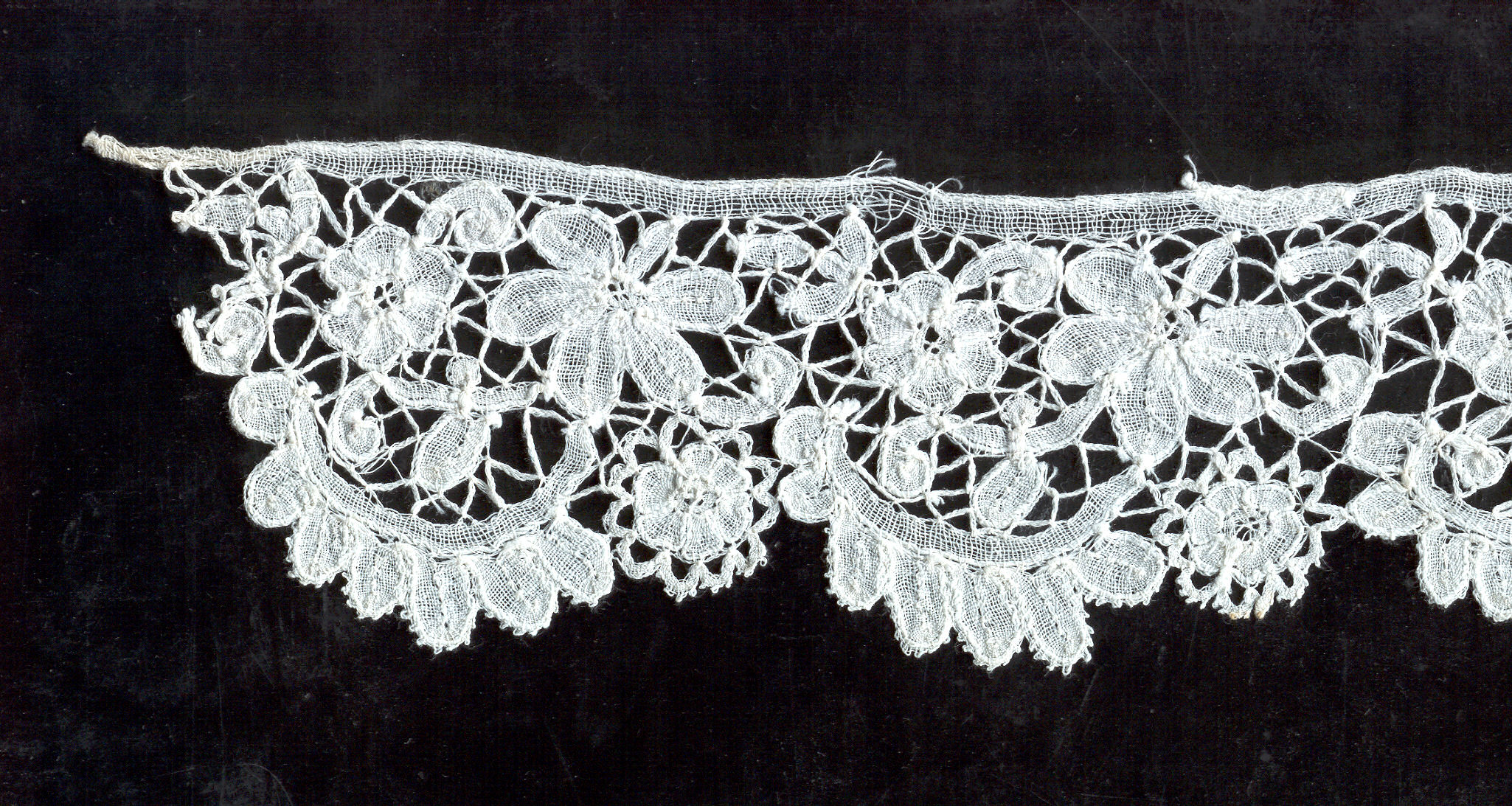
Bloemenwerk

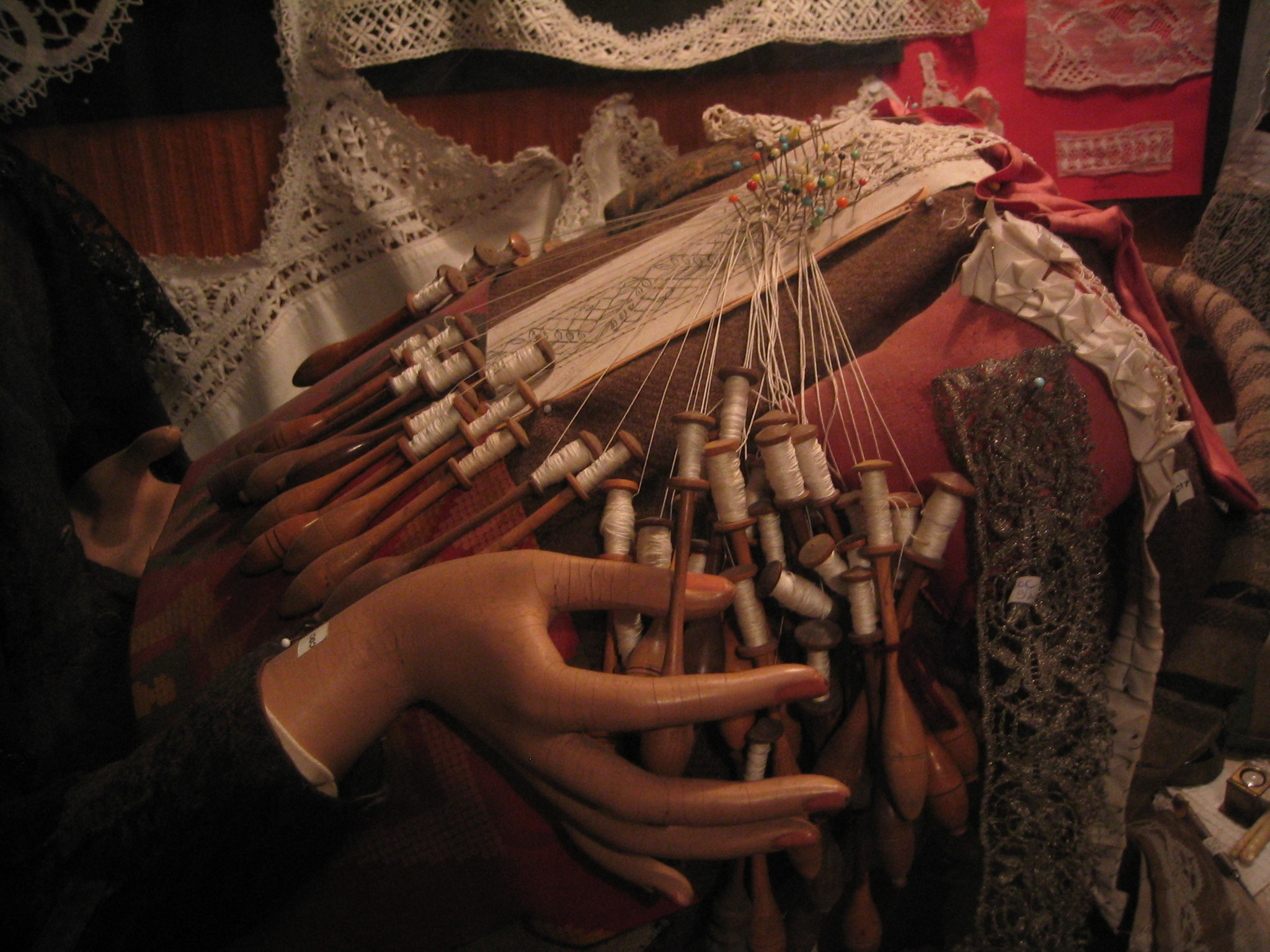
Dentelle aux fuseaux (Vosges)

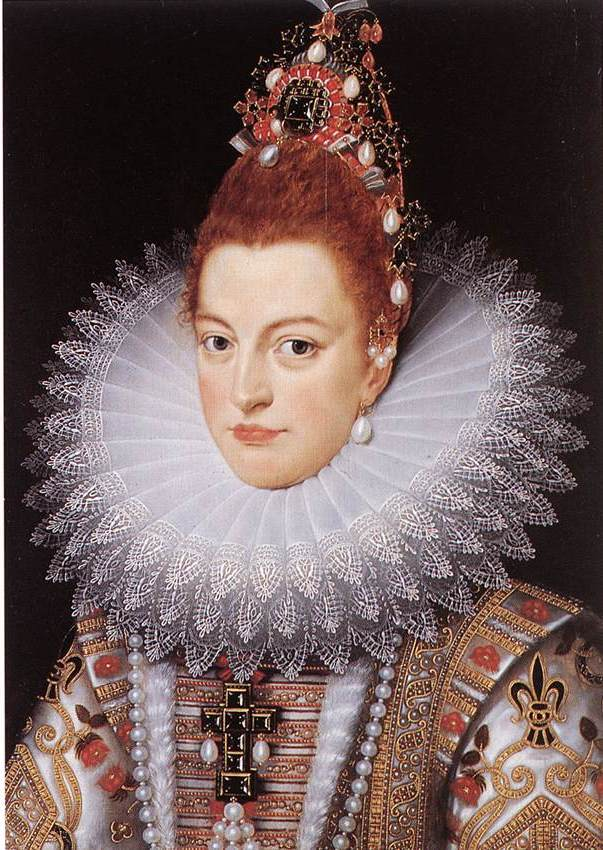
Isabelle-Claire-Eugénie d'Autriche avec dentelles flamandes

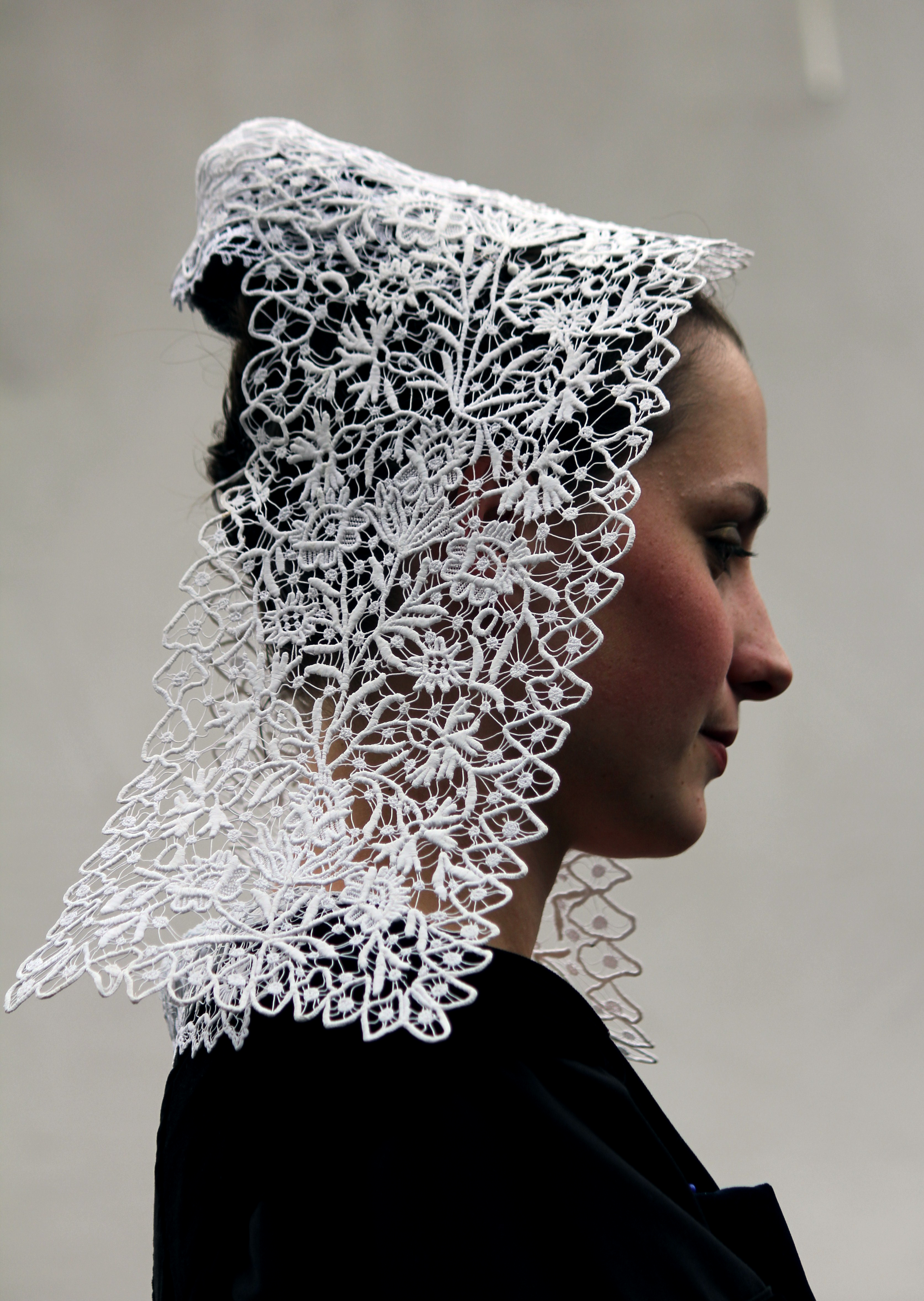
Dentelle d'Aiguilles dans les coiffes

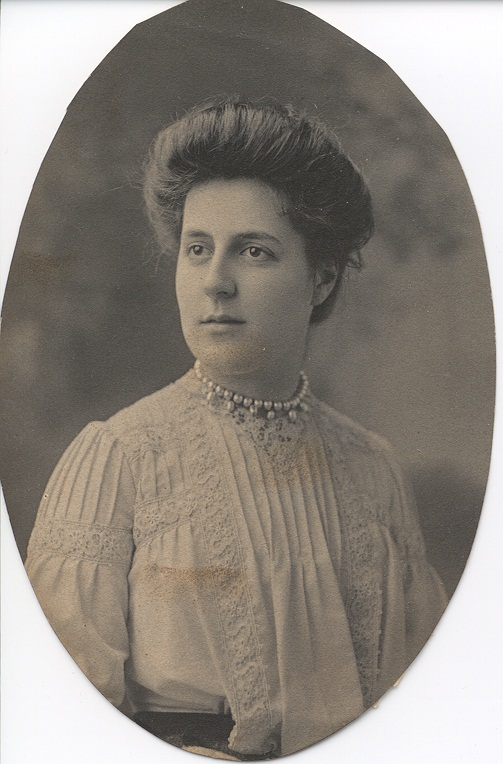
Chemisier en dentelles de Bruxelles (portrait photographique de Dorothy Riso Hove vers 1895.)

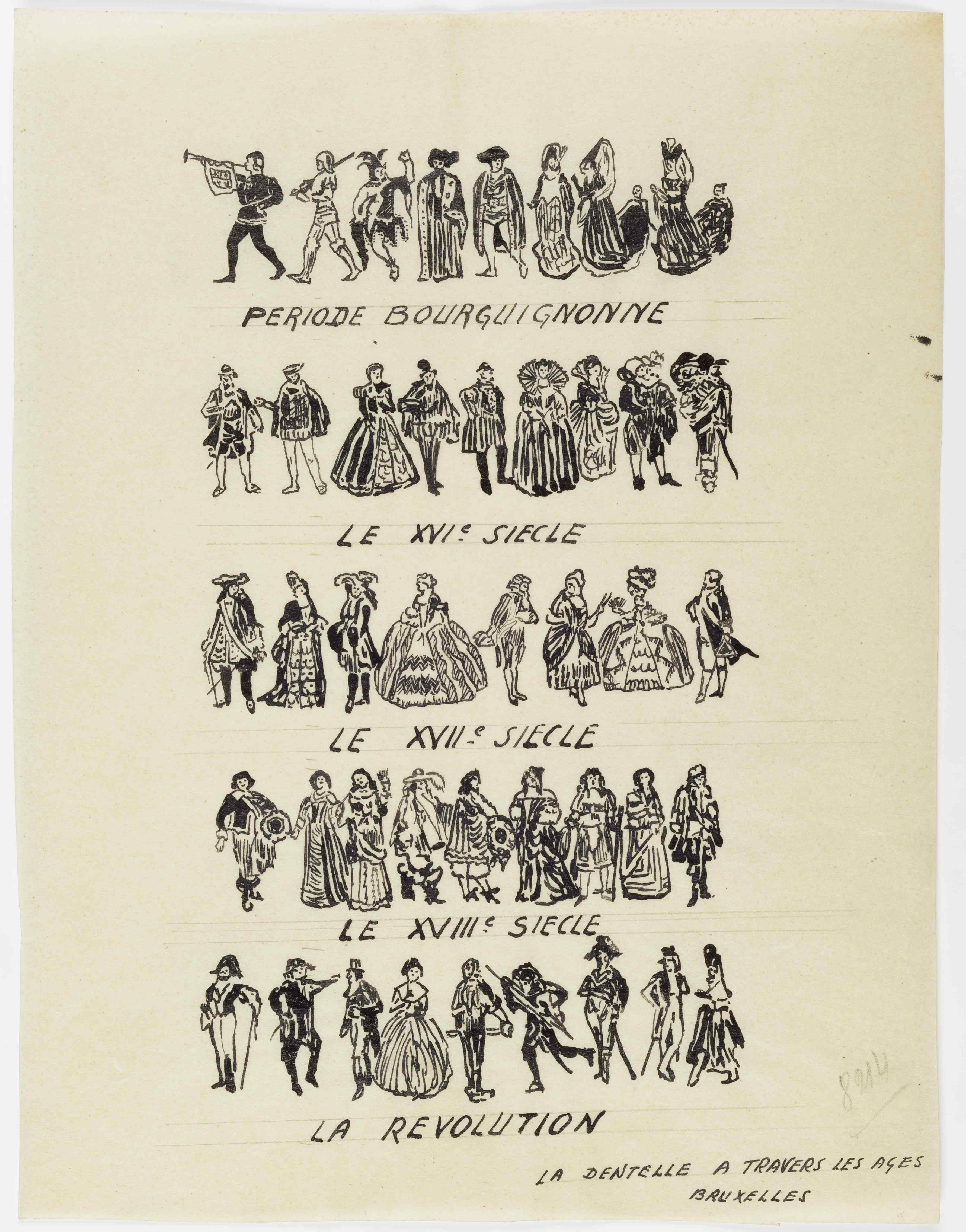
Encyclopedia Universalis Mundaneum. Dessins des tenues vestimentaires à différentes époques: période bourguignonne, XVIe, XVIIe, XVIIIe et la Révolution.

Une dentelle est un tissu sans trame ni chaîne, généralement en fil de soie, lin, nylon ou fibres plus riches selon les cas, exécuté par les dentelliers à la main ou à la machine, à l'aide de points semblables ou non formant un dessin, à bords dentelés ou non.

## Historique
Il n'existe aucune information précise des dates et lieux originels de la dentelle. Il est toutefois admis qu'elle aurait vu le jour au XVIe siècle, dans la région de Venise, notamment à Burano. D'abord nommée passementerie (1539). Apparaît pour la première fois sous le mot « dentelle » (c'est-à-dire « petites dents ») en 1545, dans l'inventaire de la dot de Marguerite de Navarre, sœur de François Ier.
D'abord apanage des hommes, la dentelle fut utilisée par les femmes dès le XVIIe siècle. Au XIXe siècle, Napoléon Ier la réserva au vêtement féminin.
En France, les premières manufactures datent du XVIIe siècle à l'initiative de Colbert. Les métiers mécaniques sont apparus vers 1820. La ville de Calais a connu un réel essor avec ces métiers.
La guipure est une dentelle dont le fond est fait avec des barrettes ou fils jets et non avec des mailles. La guipure d'Irlande au crochet s'est développée initialement dans la région du Pays Bigouden lors de la grande famine liée à la maladie de la pomme de terre qui débute en 1845 ; sa fabrication s'est développée dans les ports de pêche lors de la crise sardinière de 1903.

## Utilisation
Selon les époques et les pays, la dentelle est utilisée dans différents types d'objets : 
- Habillement, lingerie, coiffe de femmes, chapeau, gants, châle.

- Accessoires divers : ombrelle, voilette, éventails, mouchoirs et bijoux,

- Vêtements liturgiques (paramentique).

- Accessoires d'ameublement :

napperons, rideaux, tableaux

## Différentes techniques de fabrication
- Dentelle aux fuseaux (au nombre de 6 à 600) ;
- Dentelle à l'aiguille ;
- Dentelle à la main ;
- Dentelle au crochet ;
- Frivolité ou dentelle aux navettes;
- Dentelle au point coupé

## Différents styles de dentelles

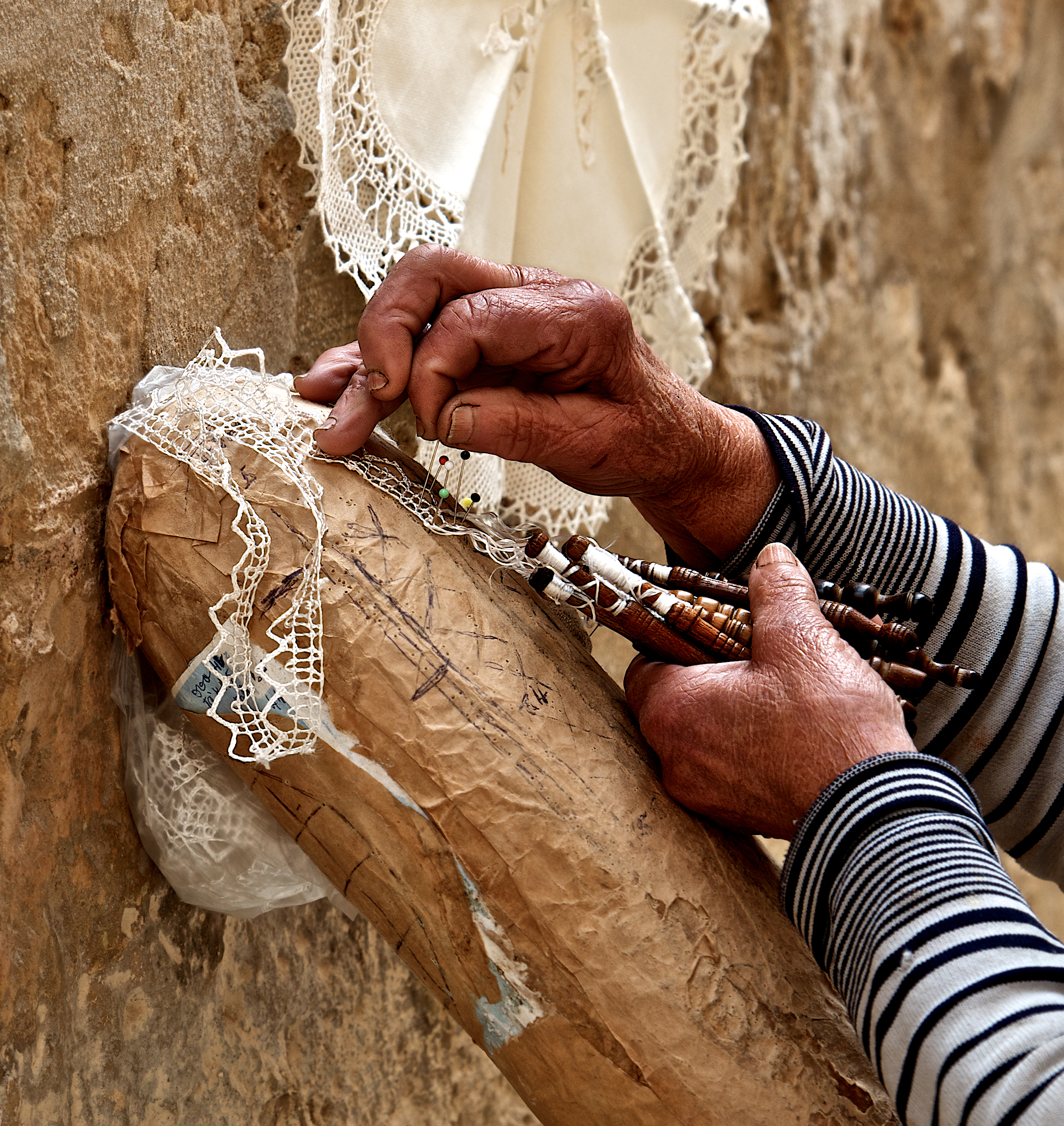
Fabrication de dentelle à Malte. Le métier de la dentelle est devenu fréquent à Gozo, la deuxième ile de Malte, dans les années 1840. C'est une dentelle aux fuseaux qui utilise du fil de soie ou de lin travaillé en continu sur un coussin haut, fin et droit, appelé "trajbu", fabriqué à partir de paille et de papier. Mai 2012.

- La blonde, dentelle au fuseau du XVIIIe siècle réalisée de fils de soie écrue ou de fils d'or et d'argent ;
- Le chantilly, dentelle noire ou blanche faite au fuseau à fils continus avec un fil de soie dont les motifs représentent des corbeilles, des vases ou des fleurs ;
- Le cluny, composée de fils continus aux dessins géométriques, est la dentelle la plus connue ;
- La dentelle chimique, apparue au XIXe siècle par brûlure de certains fils à la soude caustique, imite la dentelle à l'aiguille.

Les dentelles produites dans un grand nombre de régions, ont développé des spécificités uniques à chacune d'entre elles.
En France : 
- Dentelle d'Alençon
- Dentelle d'Argentan
- Dentelle de Bayeux
- Dentelle bigoudène[3], Bretagne
- Blonde de Caen
- Dentelle de Calais
- Dentelle de Chantilly
- Dentelle de Cilaos, Ile de La Réunion
- Dentelle de Lille
- Dentelle de Lunéville
- Dentelle de Luxeuil
- Dentelle de Mirecourt
- Dentelle de Neuchâtel
- Dentelle du Puy au Puy-en-Velay ou Cluny
- Dentelle du Queyras
- Dentelle d'Arlanc dite Dentelle Renaissance
- Dentelle de Sedan
- Dentelle de Valenciennes
- Dentelle de Villedieu-les-Poêles

En Belgique : 
- Dentelle de Binche
- Dentelle de Bruges
- Dentelle de Bruxelles
- Dentelle de Malines

Dans d'autres pays en Europe :
- Dentellerie en Croatie
- Dentelle de Finlande
- Dentelle d'Irlande
- Dentelle de Venise
- Dentelle de Saint-Gall en Suisse.

Industrie de dentelle mécanique à :
- Calais
- Caudry

### Guipure
La guipure, littéralement « brin de soie passé autour d'un gros fil tors » mais classiquement en coton, qu'elle soit d’Irlande, de Flandre, ou du Puy, est une broderie sans fond (les motifs recouvrent tout et se tiennent les uns aux autres à l'aide d'un fil de broderie), à ne pas confondre avec de la dentelle moins lourde. Le terme sert aussi par extension de langage à désigner les dentelles antérieures au XVIIIe siècle qui étaient utilisées pour des robes de mariées.
La guipure est une dentelle dont le fond est fait avec des barrettes ou fils jetés et non avec des mailles ou réseaux. La fabrication de guipure d'Irlande au crochet s'est développée dans ce pays, comme revenu complémentaire afin de survivre, lors de la grande famine liée à la maladie de la pomme de terre qui débute en 1845. Cette technique s'est développée en Bretagne et particulièrement dans les ports de pêche du sud du Finistère (pays bigouden) lors de la crise de la sardine dans les premières années du XXe siècle. Elle y est connue sous le nom de "picot bigouden" car le picot est très utilisé pour les fonds.
La plus ancienne guipure connue datant du XVIe siècle a pour origine la Cité des Doges. Jusqu'alors fabriquée à la main, sa fabrication est mécanique au XVIIIe siècle ; la guipure devient alors usuelle (rideaux, napperons) dans les décennies suivantes, et son intérêt est mis en retrait derrière la dentelle. Mais en 1946, Balenciaga l'utilise sur ses robes, et vers 1950, Pierre Balmain l'incorpore dans ses créations, pour de nombreuses années, lui redonnant ainsi une situation de tout premier plan. Il sera suivi par Dior en 1957. Jane Birkin apparaît en 1969 dans une robe blanche tout en guipure, défrayant ainsi la chronique ; Yves Saint Laurent l'utilise dans les années 1970, Givenchy dans les années 1980, et Valentino ou Emilio Pucci beaucoup plus récemment. Ainsi, lors des collections prêt-à-porter 2012, avec entre autres le retour du « col Claudine » chez Dolce & Gabbana ou Louis Vuitton, la guipure apparaît de nouveau, que ce soit sur des détails ou des robes entières réalisées avec cette étoffe.

## L'ère de la dentelle mécanique
Au cours des siècles passés, les deux régions prédominantes de la production de dentelles, tant pour la renommée que la production, furent la Haute-Loire et le Nord-Pas-de-Calais. À l'orée de la révolution industrielle, ces deux régions, dont le savoir-faire était le fruit d'une tradition manuelle séculaire, ne furent pourtant pas dépassées et surent s'adapter à l'évolution mécanique.

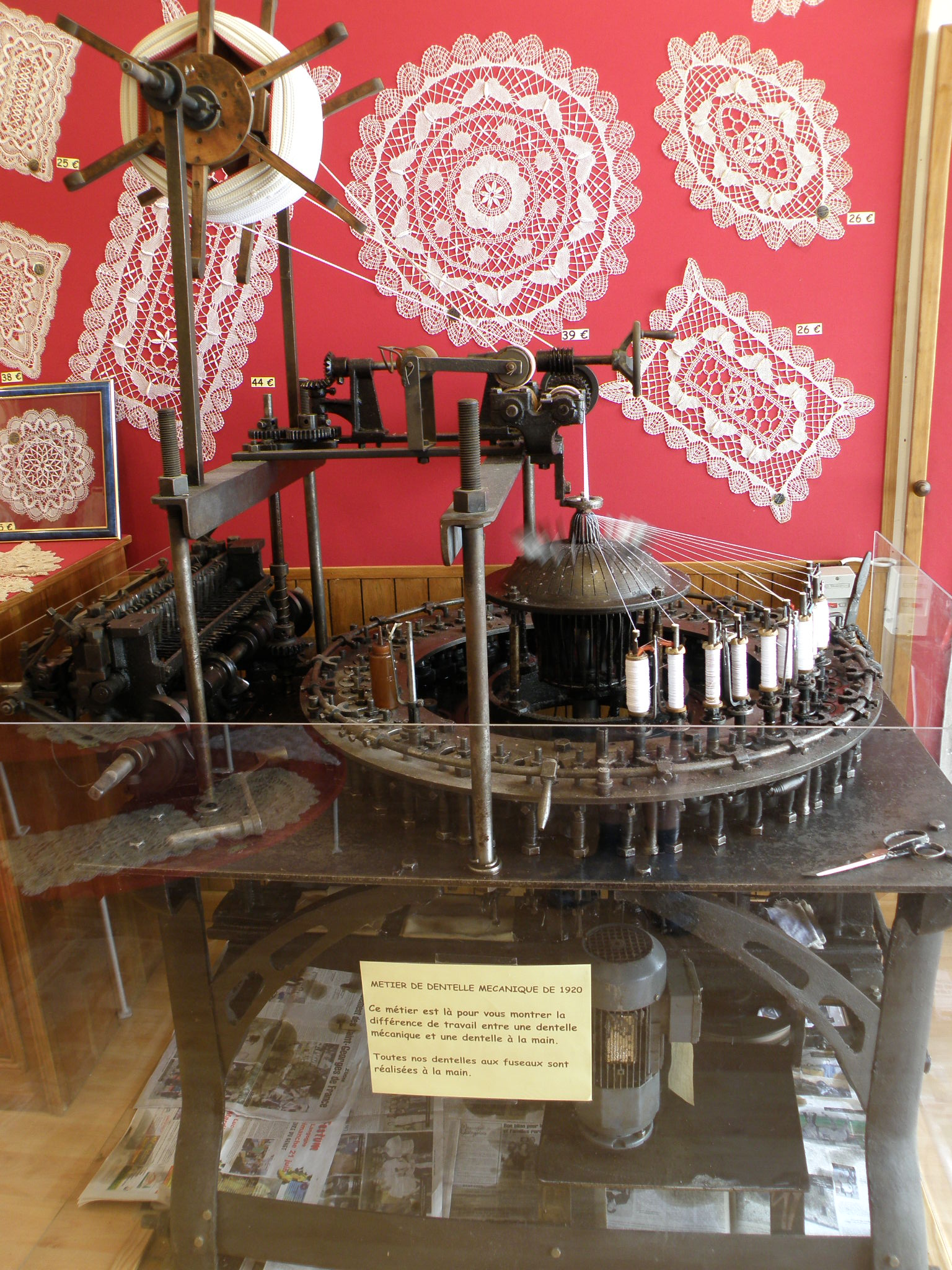
Métier de dentelle de 1920.

C'est en 1809, dans les environs de Nottingham, que John Heathcoat, un tout jeune mécanicien, inventa le premier métier à tulle composé d'un système à bobines et charriot dont le brevet fut déposé la même année. Les douanes françaises de l'époque ne permettaient pas le commerce avec l'Angleterre : cela n'empêcha pour autant pas l'exportation des métiers, qui arrivèrent sur le sol français en pièces détachées et en toute illégalité, ce qui explique leur concentration dans le Nord-Pas-de-Calais. Saint-Pierre-lès-Calais fut la première ville (1809) à posséder un métier mécanique, suivie par Caudry en 1820.
En 1813, un certain Leavers eut l'idée d'allier la technique Jacquard au procédé mécanique de John Heathcoat, et c'est ainsi que d'un métier à tulle on a pu évoluer vers un véritable métier à dentelle, permettant de réaliser avec une liberté totale tous les motifs imaginables. Ce sont d'énormes machines pesant plusieurs tonnes, au vacarme assourdissant contraignant les ouvriers à porter des protections auditives. Il est également manifeste que ce changement marque aussi le passage de la dentellière aux mains agiles à l'ouvrier aux épaules robustes, car pour faire fonctionner de tels monstres une grande force physique est nécessaire. Dix-sept étapes faisant appel à dix-sept savoir-faire différents sont nécessaires pour passer de l'idée au produit fini.
La Haute-Loire, également grande région de la dentelle française, connut son apogée au XVIIIe siècle et, au XIXe siècle, occupe 120 000 personnes. Le chemin vers la production mécanique dans cette région ne suivit pas le même tracé. Le point de départ est l'invention en 1748, par Thomas Wadford, du métier à tresser, dont on trouve des traces postérieures en Allemagne. Le principe de fonctionnement consiste en un tressage en forme de tube d'un réseau de fils autour d'une âme de matière variable (textile ou non). Perrault de l'Aigle importa d'Allemagne en France la première de ces inventions en 1785. Il s'agissait donc d'un métier à tresser, composé de onze fuseaux que le Français améliora à treize et dont il déposa le modèle au Conservatoire national des arts et métiers.
Au XIXe siècle, l'industrie du passement était prospère mais la route encore longue pour atteindre les métiers définitifs. Si, en 1880, c'est un Allemand, M. Büsche, qui mit au point un métier à fils, c'est en France, en 1872, qu'Eugène Malhère, ingénieur à Condé-sur-Noireau dans le Calvados, inventa le métier circulaire à dentelle équipé d'un appareil à disques. En 1886, il présenta le premier métier à tisser « un fil » qui prit part à l'Exposition universelle de 1889. Le modèle fut déposé par ses fils le 11 mai 1894 sous le numéro 238.461.
Si les deux types de métiers fonctionnent sur des principes différents, ils permettent tous deux d'avoir une qualité de dentelle extrêmement fidèle aux modèles manuels et une finesse inégalée. Ces métiers sont aujourd'hui classés patrimoine national.

## La dentelle aujourd'hui

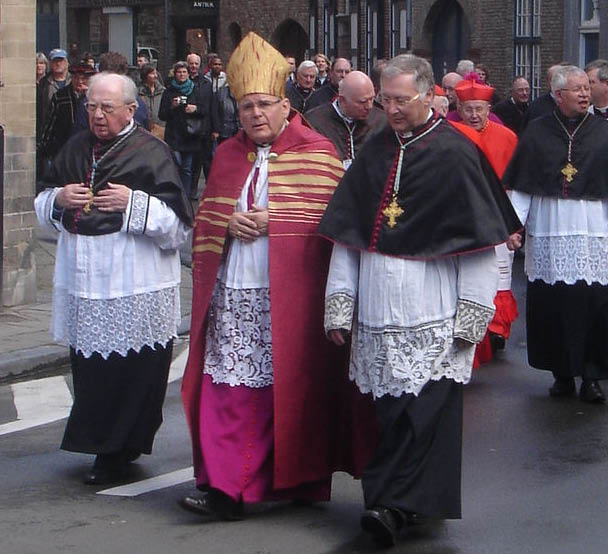
Les dentelles anciennes sont encore utilisées dans l'Église catholique

De nos jours, la Haute-Loire et le Nord-Pas-de-Calais sont toujours les deux grandes régions de la dentelle en France. La Haute-Loire compte une dizaine d'entreprises d'une centaine de salariés, possédant cent à cent-cinquante métiers. Ils datent en majorité des années 1920 et 1930 et peuvent être composés de 32 à 96 fuseaux. Les usines fonctionnent à plein régime jour et nuit.
Le marché de la dentelle n'est que très faiblement lié à l'acheteur particulier : elle est essentiellement considérée comme une matière première, qui est achetée pour entrer dans la composition d'un produit fini. C'est donc en premier lieu l'industrie du vêtement qui est le premier acheteur de dentelle, à la tête de laquelle on trouve les maisons de haute couture. Les deux leaders mondiaux du marché de la dentelle ne doivent leur position qu'à la renommée qu'ils ont su se bâtir dans le milieu de la mode. Il s'agit d'un choix stratégique non négligeable puisqu'il consiste à concentrer ses efforts dans une optique de scrupuleuse qualité, quitte à ne pas afficher des prix bon marché.
L'entreprise Solstiss, basée à Caudry dans le Nord, est née de l'association en 1974 de quatre dentelliers. Héritiers d'un savoir-faire centenaire, ces quatre maisons recoupaient des spécialités différentes ce qui permit une complémentarité :
- Ledieu-Beauvilain spécialisé dans la dentelle à douze points ;
- Machu réputé pour la grande variété de ses gammes colorées ;
- Belot expert de la dentelle de Chantilly ;
- Beauvilain connu pour la diversité exceptionnelle de ses motifs.

En avril 2011, lors du mariage du prince William et de Kate Middleton, la robe de la mariée, comporte de la dentelle inspirée par des motifs des entreprises Sophie Halette et Solstiss, toutes deux encore actives à Caudry.
En 2018, une quinzaine de manufactures dentellières exercent dans les Hauts-de-France. Elles étaient dix fois plus nombreuses dans les années 1950. Le catalogue d'exposition "Haute Dentelle" (Cité internationale de la dentelle et de la mode, 9 juin 2018 - 6 janvier 2019) recense les acteurs de cette industrie d'art.

## Sens dérivés
Le terme désigne aussi par extension tout ce qui est délicat ou non :
- « Faire dans la dentelle » : prendre des précautions pour peaufiner quelque chose.
- « Ne pas faire dans la dentelle » : être terre-à-terre, franc et direct.